# Piscu Corbului, Galați
Piscu Corbului este un sat în comuna Nicorești din județul Galați, Moldova, România.